# 安集延事件
安集延屠殺事件發生於2005年5月13日，烏茲別克內政部和國家安全局軍隊對烏茲別克安集延的抗議民眾開火掃射。死亡人數說法紛歧：從烏茲別克官方所統計的187人，到5000人死傷均有估測，而據大部分國外報導約為數百人不等。一名烏茲別克特務機關的逃兵則宣稱死者高達1500人。據傳，遭屠殺的死者屍體現被掩埋於亂葬崗。
烏茲別克政府起先指控國內烏茲別克伊斯蘭運動組織引發動亂，抗議者是伊扎布特的成員。對此，學者批評，烏茲別克政府只是為伊斯蘭教徒貼上激進標籤，利用它作為「維持鎮壓狀態的藉口」。事件背後的原由，一說是軍方為阻止顏色革命發生而不分青紅皂白的開火，抑或以正當理由但爭議性進行鎮壓，也有人推測它是派系間為政權爭奪而引發的火拼。烏茲別克政府最後出面承認，國內劣乏的經濟狀況和高升的民怨是引起暴動的主因之一。
西方政府呼吁对这起事件进行国际调查导致了乌兹别克斯坦外交政策的重大转变。在事件之后，乌兹别克斯坦的外交方向转向了亚洲国家，虽然乌兹别克斯坦和美国政府的关系很密切，并且布什政府声称该国对美国的国家安全很重要，因为该国将汗阿巴德军事基地租借给美国军队。在事件之后，乌兹别克斯坦政府下令关闭汗阿巴德军事基地，并且加强了和中国及俄罗斯的关系，这两个国家都支持该国政府在该事件上的应对措施。

## 导火索：对23人的审判
抗议活动起初是要求释放23名当地的青年男子，被控属于一个致力于推翻乌政府的激进派穆斯林组织“艾克拉米亚”（即乌兹别克斯坦伊斯兰运动）。这些人在2004年6月23日被捕，并被指控和“三股势力”有联系。最终警方指控他们是“艾克拉米亚”成员，该组织被政府认定为恐怖主义有关并被禁止活动。这些商人否认这些指控，声称他们是由于在当地民众中获得越来越多的拥护而被逮捕的。一些消息声称这次抓捕是针对长期担任安集延州州长的Kobiljon Obidov的盟友的清洗活动的一部分，而Kobiljon Obidov据报道在卡里莫夫总统的授意下遭到弹劾并被Saydullo Begaliyev替换。一名在塔什干工作的美国律师梅丽萨·霍普（Melissa Hooper）在审判中为这些商人辩护。她在2005年5月14日说“这些商人被捕更有可能是因为经济上的原因而遭到当局的打压，或许他们拒绝给当局好处，而不是由于他们的宗教信仰。”
在审判过程中，在法院门口举行了很多抗议活动。在2005年5月10日的一次抗议活动中有至少1000人参与。这些抗议者主要是被告的亲属，拍摄下了抗议活动，而警方并没有干预。抗议者聚集在法院附近的街头，而一边是男性另一边为女性。到了2005年5月11日，超过4000名示威群众聚集在那里听取法官裁定。公诉人要求对20名商人判处3至7年的监禁，剩余3人则被释放。但是当局政府推迟了审判。在5月12日，当局逮捕了一些示威者和被告的亲属。

## 事件经过
在2005年5月12日晚至13日凌晨，武装分子袭击了关押那些被告人的监狱，并释放了他们以及2000多名其他囚犯，很多囚犯和那些商人一样接受了类似的指控。冲突中多名狱警被杀。 美国国务院发言人包潤石于5月13日称：12日晚间从乌兹别克斯坦安集延市趁乱越狱逃跑的2000多名囚犯中可能包括乌兹别克斯坦伊斯兰运动组织的恐怖分子。乌兹别克斯坦伊斯兰运动是在美国国务院榜上有名的境外恐怖组织。乌兹别克斯坦伊斯兰运动宣称对2004年7月30日发生在乌首都塔什干以色列和美国大使馆外以及乌总检察院内的三起自杀式爆炸事件负责。
2005年5月12日深夜，武装分子还占领了安集延的当地政府行政办公大楼，还扣押了至少20名执法人员和政府官员作为人质，其中包括检查部门领导和税务检查部门主管。 武装分子试图攻占当地国家安全部门总部，但以失败告终。 他们要求卡里莫夫总统辞职。 卡里莫夫的新闻办公室声称与武装分子的谈判无果而终。声明说：“武装分子躲在妇女和儿童身后，并且拒绝任何妥协。”
受到劫狱事件的鼓舞，越来越多的抗议者聚集在安集延的中央广场表达对越来越严重的贫困和政府腐败的愤怒，并通过设置在巴布尔广场的麦克风发表演讲。 虽然在当天早上政府官员封锁了通往广场的道路，但他们允许群众徒步穿过。 有一些不明身份的人在广场周围的剧院和电影院纵火。

卡里莫夫13日凌晨飞抵安集延，视察当地安全部门，下达紧急措施并在当地机场建立了临时指挥部。数小时后，政府军夺回被不明身份武装分子占领的政府大楼。安集延局势略微出现“良性转机”，总统卡里莫夫随即回到首都。
军队封锁了通往监狱的道路。 而在当天发生了交火事件。持有武器的平民和安全部队至少发生了一轮交火。但交火之后抗议者仍滞留在广场，似乎是因为有谣言称卡里莫夫正在考虑他们的要求，又或是因为这些民众试图离开广场或向政府投降遭到了拒绝。
在夜里5点或6点，政府部队在没有事先警告的情况下向广场发动了一次大规模攻势。据报道抗议者利用手里的人质作为人盾排列在人群前面，以试图逃离现场。 法新社13日援引目击者的话说，一群叛乱分子试图从政府大楼冲出，并在前面押着几名人质，但他们遭到了包围大楼的军警的猛烈射击，不得不撤了回去。根据人权观察组织的报道，之后安全部队封锁了抗议者的四周并向其开火。一些报道指出安全部队进行了无差别开火，攻击手段包括使用狙击手、自动步枪和装甲车。 但此次攻击是否是卡里莫夫总统亲自下令还不得而知。
截至13日深夜，政府大楼已经被清空。“在这一时刻，城市处于平静状态……但军警封锁着整座城市。”目击者说，军用卡车和装甲车仍部署在安集延市内各要塞，深夜时分仍能听见零星枪声。
“战争与和平报道协会”记者Galima Bukharbaeva目击了事发经过：“现场有大量死伤者。一开始，一对装甲车抵达了广场，之后另一队装甲车也开进了广场。它们毫不留情地向现场所有人无差别地开火，射击目标包括妇女和儿童。人群开始四散逃离。我们逃进了一条水沟，在那里多了一会儿。我看见身边至少有五具尸体。守在行政办公大楼的武装分子开枪回击。他们坚持到了最后。当我们爬出水沟之后，我们沿着大街跑进了一处街区，之后我们试图寻找到一处没有枪声的地方。但枪声在四处都可以听到……”乌兹别克斯坦政府否认了这一说法并声称被打死的只有恐怖分子。
多个外国通讯社估计在安集延的骚乱中由400到600人丧生，其中平民占了大多数。 一些报道指出安全部队在首轮攻击之后有组织的射杀伤员。 卡里莫夫总统指责是伊斯兰极端组织挑起了这场暴乱，而“伊斯兰极端组织”最近几年经常被他用来形容政治对手们，并且被批评者们认为是卡里莫夫总统用来维持高压政策的借口。政府发表的声明称：“冲突导致9人丧生，34人受伤。”对于这次事件，乌兹别克斯坦国内的国有媒体只发表了简短声明。 乌兹别克斯坦国家电视台在新闻报道中声称：“一伙持有武器的罪犯袭击了安集延的安全部队。这伙暴徒抢夺了数十件武器，攻击了一处监狱并释放了囚犯。”报道中将这些武装分子称为是“极端分子”。据报道当地的广播台被禁止广播，当局还封锁了包括CNN和BBC在内的外国电视频道。

### 对政府行为的指控
根据2007年叛逃至英国的乌兹别克斯坦情报部门少校Ikrom Yakubov的说法，乌兹别克斯坦政府“资助”了“艾克拉米亚”，而该组织被乌兹别克斯坦政府指责煽动了这起暴动。他相信武装分子的袭击被我该国政府用来作为镇压持不同政见者的借口。根据Yakubov的说法，卡里莫夫总统亲自下令向抗议人群开火。
根据一些报告，参与镇压行动的部队来自内务部。 据报道由12500名士兵参与了镇压，这些人来自第17空中突击旅、来自东部军区的一个特战团、一个快速反应旅、内务部的一个特战团和国家安全部的4支特种部队

### 集体坟墓
乌兹别克斯坦一个反对党组建及领导者Muhammad Solih估计在镇压行动中由一千人伤亡。他说在每个集体坟墓中埋有15至20具尸体，甚至有尸体被直接扔入卡拉苏河中。在5月13日至14日，有18个架次的飞机从安集延带走了35具或更多的尸体。Muhammad Solih说：“安集延事件是那些想在该地区施加影响力的国家的试金石。俄罗斯一直视中亚为宗教极端势力的源头，而中国害怕国内分裂势力的增强。但是两国都没有意识到卡里莫夫总统的所作所为加强了两国所害怕的势力。”中国和俄罗斯政府支持乌兹别克斯坦政府，允许其逃过国际社会的调查。
2005年5月27日，安集延市的一名居民带着自由欧洲电台的记者前往一座位于城市远郊的集体坟墓。掘墓者告诉记者在5月13日3辆卡车运来了第一批尸体。在一座集体坟墓中埋有74具尸体，还有37座集体坟墓，每座坟墓埋有两具尸体。在5月28日，这名居民被两人谋杀。一些死者的家属找到了集体坟墓，挖出了尸体，然后又根据伊斯兰教法重新埋葬了他们。
以莫斯科为基地的俄罗斯人权组织“纪念馆”中亚项目主管Vitaly Ponomaryov声称：“在5月13日晚开始，有不少飞机飞离安集延。在24小时内，由18架飞机飞离当地。我们的消息渠道并不知道这些飞机飞往哪里，但他在和一名目击者的交谈中得知光其中一架飞机中就载有36具尸体。”

## 后续事件
尽管政府对抗议者进行残酷镇压，之后几天，数千人再次举行抗议活动。人群高呼口号，指责安全部队是一群“杀手”和“屠夫”，并再次要求卡里莫夫总统下台。一名在几天前进行过演讲的人说：“当时人们举起双手以表示他们没有武器，但军队依旧向其开火。”
5月13日，在一项根据50份对安集延事件中的受害者和目击者的采访来撰写的长达60页的报告中，人权观察组织声称当局对这些手无寸铁的抗议者的袭击非常过分且不合理，完全称得上是一次大屠杀。
5月14日。数千名试图逃离该国的人冲击了安集延以东50公里处的边境小镇卡拉苏的政府部门大楼。他们焚毁了警察局和一些车辆，之后袭击了驻守乌兹别克斯坦和吉尔吉斯斯坦边境的边防部队。 乌兹别克斯坦部队封锁了该镇，而吉尔吉斯斯坦当局将6000名试图逃往该国的人拒之门外。据称乌兹别克斯坦军队的直升机一直盘旋在该镇上空。
乌兹别克斯坦人权组织“诉求”的领导人Saidjahon
Zaynabitdinov声称在5月20日，政府军与一伙试图逃往吉尔吉斯斯坦的人发生交火，200人被杀。 5月21日警方逮捕了他。
根据纽约时报报道，在安集延及其周边还有一些零星冲突发生，大约数百人，可能由上千名难民设法逃到了吉尔吉斯斯坦。有迹象显示尽管通常情况下，乌兹别克斯坦政府对国内管控的很严密，但此时已无法完全控制费尔干纳河谷的局势。
多名记者在报道了政府的镇压行动后被迫离开该国。 政府缺席指控这些记者“向恐怖分子提供了信息上的支持。”
在乌兹别克斯坦的和平队根据当地美国使馆的安全警戒级别关闭了在该国的活动中心。
2005年10月，一家乌兹别克斯坦法院指控多名吉尔吉斯斯坦公民在安集延事件中涉嫌多项严重犯罪。 在审判过程中当局拒绝这些人接受探视。
2008年，叛逃至国外的、安集延事件时时任国家安全部上校Ikrom Yakubov声称大约1500人被杀，这一数据是外界对安集延事件中被杀者的最高估计值的两倍多。

### 当地的非政府组织
在多个非政府组织批评当局政府在安集延事件中的行为之后，一些在乌兹别克斯坦活动的西方非政府组织被一些分析人士指责是在误导当地老百姓而被迫停止活动。2006年4月，在美国律师协会向当地非政府组织提供资金援助后，一家乌兹别克斯坦法院下令其终止其在乌兹别克斯坦的活动。7月7日，乌兹别克斯坦政府要求中亚自由交流协会离开该国因为其使用未经注册的商标且没有网络许可证。“城市研究所”组织在7月12日被下令关闭,因为该组织的成员讨论了该国的社会政治和社会经济形势。 7月26日，一家乌兹别克斯坦法院要求温洛克国际离开该国因为法院认为该组织在诋毁该国的国家价值观，而该组织仅仅是在当地为农民提供技术指导。 还有一些其他组织在安集延事件后不久被下令或被迫离开乌兹别克斯坦，其中包括欧亚基金会、自由之家、国际研究与交流委员会、自由欧洲电台和联合国难民署乌兹别克斯坦分部。

## 外界反应

### 欧盟
2005年10月3日，欧盟开始对乌兹别克斯坦进行武器禁运并拒绝向乌兹别克斯坦高级官员发放签证以回应乌兹别克斯坦政府在安集延事件中的所作所为以及当局政府反对国际社会调查此次事件。 2006年11月，欧盟重新延长了武器禁运但同意恢复低级别官员的对话。
英国外交大臣杰克·斯特劳在5月15日说在乌兹别克斯坦“很明显发生了违反人权的事件。”
德国外长弗兰克-瓦尔特·施泰因迈尔在2007年3月会见了乌兹别克斯坦外长弗拉迪米尔·诺罗夫。他告诉诺罗夫在5月5日布鲁塞尔举行的欧盟外长峰会上各国外长呼吁乌兹别克斯坦政府应该允许国际红十字会探视该国境内的囚犯。 在8月6日至9日施泰因迈尔再次访问乌兹别克斯坦以进一步评估经济制裁的效果及如何发挥效果的。3月27日至28日，在哈萨克斯坦首都阿斯塔纳，一名欧盟代表与中亚各国官员举行了会晤。在此期间诺罗夫强调各国必须尊重乌兹别克斯坦的主权。欧盟中亚地区事务特别代表皮埃尔·莫瑞尔声称继续进行会谈将是具有积极意义的。

### 上海合作组织成员国
由俄罗斯、中華人民共和国、哈萨克斯坦、吉尔吉斯斯坦、塔吉克斯坦和乌兹别克斯坦组成的上海合作组织将安集延事件定性为恐怖主义行为。上合组织在2005年7月通过了一份决议，呼吁成员国不要庇护那些在吉尔吉斯斯坦、来自安集延的乌兹别克斯坦难民。
安集延的抗议者向普京总统呼吁帮助，但俄罗斯外长拉夫罗夫在一场集体安全组织外长会议之后的新闻发布会上说：“乌兹别克斯坦不是集体安全组织的成员国，并且我们不会介入别国的内部事务。”
2005年发生郁金香革命的吉尔吉斯斯坦关闭了与乌兹别克斯坦的边境。

### 美国
当被问及美国政府对此次事件如何回应时，美国国务院发言人包润石声称美国政府“一直以来批评乌兹别克斯坦的人权状况，我们非常关注安集延发生的暴力冲突，尤其是囚犯越狱事件，包括越狱者中包含的乌兹别克斯坦伊斯兰运动成员，该组织被我国政府认定为是一个恐怖组织。现在关键是我国政府希望各方保持克制以避免任何不必要的生命损失。”而在另一时候，包润石说“现在愈发清楚的是，有很多平民遭到乌兹别克斯坦军队无差别杀戮。现在有必要调查在安集延到底发生了什么是。与此同时我认为这起事件起源于武装分子对监狱及另一政府设施的袭击。有报道显示当地发生了劫持人质和其他需要调查的事件。这些暴力行径都是不合法的。” 英国驻乌兹别克斯坦大使克雷格·穆雷指责美国政府的表态，声称这一表态是“令人作呕的回应”。
开放性社会研究所主席、同时也是在颜色革命中扮演活跃角色的乔治·索罗斯声称安集延事件是“21世纪最为糟糕的政治犯罪。”
一个跨党派的参议员团体批评美国国务院对安集延事件的回应并呼吁联合国对此次事件进行调查：“我们相信美国认真对待与一个屠杀数百名抗议者并拒绝国际社会要求进行透明调查的国家保持过于密切关系这一行为。”
在安集延事件之后，在美国国务院官员内部引发了一次关于是否中断与乌兹别克斯坦政府所有合作的争论。据说美国国防部长拉姆斯菲尔德反对国际社会对此次事件进行调查。

## 政治派别斗争说
对于这次事件及其之前对商人审判的起源，一些人（主要是中亚的学者）认为是乌兹别克斯坦国内“塔什干-费尔干纳帮”和敌对的“撒马尔罕帮”之间的政治斗争。
2004年5月25日，安集延地方政府的立法机构成员投票罢免了安集延州州长Kobiljon Obidov，接替他的是该国前任农业和水利部部长Saydullo Begaliyev。由于Obidov卷入了多起政治丑闻，使得他失去了卡里莫夫总统的支持，而卡里莫夫总统亲自参与了罢免Obidov的过程。根据一个匿名消息人士的说法，Obidov“是该州的主宰者……得到他支持的生意将会在所有事情上一路畅通。所有得到Obidov支持的企业家，包括接受审判的23名商人，都会变得富裕。”2004年末，卡里莫夫总统指派接替Saydullo
Begaliyev担任农业和水利部部长的Ikromkhon Nazhmiddinov为费尔干纳州州长。
这名消息人士说：“针对Obidov政府成员的犯罪行为随后开始了。新任州长还决定重新分割该州的生意。他对那些支持Obidov的企业家进行打击报复。这些企业家被告知必须将生意贱卖给Begaliyev或他的同伙，否则将会面临司法调查。”
在安集延事件之前，撒马尔罕帮在Zakir Almatov领导下控制着内务部而塔什干帮在Rustam Innoyatov领导下控制着国家安全部。在安集延事件中，国防部掌控下下的安全部队扮演者警察部队的角色。内务部的部队被解散而内务部旗下的反恐部队被调拨到国防部和国家安全部旗下接受指挥。卡里莫夫总统还开除了国防部长Kadyr Gulyamov、内务部长Zakir Almatov、武装部队联合指挥部指挥官Ismail Ergashev以及东部军区司令Kosimali Akhmedov。卡里莫夫用身为塔什干帮成员的国家安全部副部长接替了Zakir Almatov。这使得内务部被塔什干帮接管。 分析人士之前怀疑Almatov领导下的内务部参与了1999年塔什干爆炸事件。还有些分析人士认为这起爆炸袭击是由Rustam Inoyatov领导下的国家安全部策划的，分析人士还怀疑2004年发生在塔什干和布哈拉的系列爆炸事件是由国家安全部策划的，袭击针对的是内务部。
“伊扎布特”组织主要领导人Dilyor Jumabayev在卡拉苏接受的采访中声称在2005年2月乌兹别克斯坦国家安全部的特工向伊扎布特成员提供资金以推翻安集延地方政府。Dilyor Jumabayev说“我们拒绝了这一要求。他们声称他们对卡里莫夫政权感到厌倦。但我们说即使卡里莫夫被推翻了还会有另一个卡里莫夫上台。我们说这种行为给是罪恶的，我们也没有参与到这一事件。”
之前被软禁的Obidov之后被关押在塔什干。在2006年10月13日，卡里莫夫用纳曼干州内务部领导人Akhmad Usmanov接替了Begaliyev。